# Redskins Verona
La nostra anima è quella che da 40 anni ci fa giocare a football americano e difendere l’onore nella nostra città: è quella che gli altri ci invidiano, quella che mettiamo ogni settimana nella costruzione del futuro dei nostri ragazzi e ragazze, dei nuovi Reds. È proprio quell’anima che ci fa combattere, urlare, sorridere, gioire. Perché è la nostra anima, e non la cambieremmo con quella di nessun altro.
Redskins Verona. We have a soul.»
I Redskins Verona (a.s.d. American Football Verona), sono una squadra di football americano di Verona affiliata a FIDAF (Federazione Italiana di American Football); fondati nel 1981, militano in Seconda Divisione.
La società nel tempo ha realizzato i propri obiettivi formativi e agonistici creando squadre di : 
- Flag football federale e scolastico
- Football americano maschile, femminile e giovanile

La lunga carriera dei Redskins Verona annovera  importanti successi in competizioni nazionali:
- Vittoria del Silverbowl nel 1986
- Finali Campionato Mondiale di Flag Scolastico 2006
- Con il Flag Football e il “Progetto Scuole” sono stati vinti il Campionato Italiano e la Coppa Italia Under 13 nel 2007, Campionato Italiano e Coppa Itala Under 15 nel 2007
- Finali campionato europeo di Flag Football Scolastico nel 2007
- Vittoria del “Lorenzi Trophy” nel 2007
- Campioni d’Italia Five Men Under 18 nel 2012
- Con la squadra femminile One Team, vinto il campionato nazionale CIFAF tre volte consecutive negli anni 2015, 2016 (sotto gestione dei Seamen Milano) e 2017
- All Star Game 2018:  prima vittoria del  North Team vs South Team. Il Team Nord guidato dall’intero Coaching Staff dei Redskins Verona
- Vittoria del campionato nazionale di CIF 9 nel 2019

Diversi  giocatori cresciuti nel settore giovanile dei Redskins sono stati  poi selezionati come azzurri sia nei team giovanili e senior, molti hanno poi continuato le loro carriere agonistiche in squadre di prima divisione, giocando al fianco di atleti americani.
Ogni edizione dell’annuale All Star Game ha visto tesserati Redskins tra i selezionati, sia come giocatori che come coaching staff.
L’unica atleta italiana invitata ad un allenamento ufficiale della Nazionale Italiana di Football Americano è una tesserata dei Redskins Verona.
Numerosi riconoscimenti istituzionali sono stati conferiti negli anni alla Società, ultimo in ordine di consegna il Premio CONI Verona in Festa come Squadra dell’Anno 2019.

## Dettaglio Stagioni

### Tornei nazionali

#### Campionato

##### Serie A (primo livello) AIFA/Serie A/Serie A1/Golden League
| Stagione | regular season | regular season | regular season | regular season | regular season | regular season | playoff | playoff | playoff | playoff | playoff | playoff              | playoff          |
|          | Vin            | Par            | Per            | Tot            | PF             | PS             | Vin     | Per     | Tot     | PF      | PS      | risultato            | avversaria       |
| -------- | -------------- | -------------- | -------------- | -------------- | -------------- | -------------- | ------- | ------- | ------- | ------- | ------- | -------------------- | ---------------- |
| 1982     | 0              | 0              | 10             | 10             | 6              | 233            | -       | -       | -       | -       | -       | -                    | -                |
| 1983     | 5              | 1              | 4              | 10             | 55             | 94             | 0       | 1       | 1       | 0       | 39      | Quarti di finale     | Rhinos Milano    |
| 1984     | 5              | 0              | 5              | 10             | 116            | 67             | -       | -       | -       | -       | -       | -                    | -                |
| 1985     | 1              | 0              | 11             | 12             | 14             | 242            | -       | -       | -       | -       | -       | -                    | -                |
| 1987     | 8              | 0              | 4              | 12             | 216            | 303            | 1       | 1       | 2       | 28      | 52      | Quarti di finale     | Warriors Bologna |
| 1988     | 5              | 1              | 6              | 12             | 202            | 275            | 0       | 1       | 1       | 6       | 13      | Sedicesimi di finale | Lancieri Novara  |
| Totale   | 24             | 2              | 40             | 66             | 609            | 1214           | 1       | 3       | 4       | 34      | 104     |                      |                  |

Fonte: Enciclopedia del Football - A cura di Roberto Mezzetti

##### Serie A NFLI
A seguito dell'ingresso di FIDAF nel CONI questo torneo - pur essendo del massimo livello della propria federazione - non è considerato ufficiale.
| Stagione | regular season | regular season | regular season | regular season | regular season | regular season | playoff | playoff | playoff | playoff | playoff | playoff   | playoff    |
|          | Vin            | Par            | Per            | Tot            | PF             | PS             | Vin     | Per     | Tot     | PF      | PS      | risultato | avversaria |
| -------- | -------------- | -------------- | -------------- | -------------- | -------------- | -------------- | ------- | ------- | ------- | ------- | ------- | --------- | ---------- |
| 2008     | 2              | 0              | 6              | 8              | 132            | 241            | -       | -       | -       | -       | -       | -         | -          |
| Totale   | 2              | 0              | 6              | 8              | 132            | 241            | -       | -       | -       | -       | -       |           |            |

Fonte: Enciclopedia del Football - A cura di Roberto Mezzetti

##### CIFAF
| Stagione | regular season | regular season | regular season | regular season | regular season | regular season | playoff | playoff | playoff | playoff | playoff | playoff     | playoff           |
|          | Vin            | Par            | Per            | Tot            | PF             | PS             | Vin     | Per     | Tot     | PF      | PS      | risultato   | avversaria        |
| -------- | -------------- | -------------- | -------------- | -------------- | -------------- | -------------- | ------- | ------- | ------- | ------- | ------- | ----------- | ----------------- |
| 2015     | 3              | 0              | 0              | 3              | 104            | 36             | 2       | 0       | 2       | 69      | 12      | Campionesse | Neptunes Bologna  |
| 2017     | 5              | 0              | 1              | 6              | 165            | 27             | 1       | 0       | 1       | 34      | 14      | Campionesse | Underdogs Bologna |
| Totale   | 8              | 0              | 1              | 9              | 269            | 63             | 3       | 0       | 3       | 103     | 26      |             |                   |

Fonte: Enciclopedia del Football - A cura di Roberto Mezzetti

##### Serie B (secondo livello) Serie A2/Silver League/Winter League/LENAF/Seconda Divisione
| Stagione | regular season | regular season | regular season | regular season | regular season | regular season | playoff | playoff | playoff | playoff | playoff | playoff                                  | playoff             |
|          | Vin            | Par            | Per            | Tot            | PF             | PS             | Vin     | Per     | Tot     | PF      | PS      | risultato                                | avversaria          |
| -------- | -------------- | -------------- | -------------- | -------------- | -------------- | -------------- | ------- | ------- | ------- | ------- | ------- | ---------------------------------------- | ------------------- |
| 1986     | 9              | 0              | 1              | 10             | 264            | 18             | 2       | 0       | 2       | 55      | 13      | Campioni                                 | Dolphins Ancona     |
| 1989     | 1              | 0              | 7              | 8              | 79             | 163            | -       | -       | -       | -       | -       | -                                        | -                   |
| 1992     | 5              | 1              | 2              | 8              | 184            | 118            | 0       | 1       | 1       | 22      | 28      | Sedicesimi/Sessantaquattresimi di finale | Mad Bulls Trani     |
| 1993     | 4              | 0              | 6              | 10             | 215            | 189            | -       | -       | -       | -       | -       | -                                        | -                   |
| 1994     | 5              | 0              | 3              | 8              | 108            | 118            | -       | -       | -       | -       | -       | -                                        | -                   |
| 1995     | 3              | 0              | 5              | 8              | 75             | 96             | -       | -       | -       | -       | -       | -                                        | -                   |
| 1996     | 3              | 0              | 5              | 8              | 132            | 149            | -       | -       | -       | -       | -       | -                                        | -                   |
| 1998     | 4              | 0              | 4              | 8              | 191            | 161            | -       | -       | -       | -       | -       | -                                        | -                   |
| 1999     | 0              | 0              | 8              | 8              | 104            | 210            | -       | -       | -       | -       | -       | -                                        | -                   |
| 2000     | 2              | 0              | 4              | 6              | 90             | 129            | -       | -       | -       | -       | -       | -                                        | -                   |
| 2001     | 1              | 0              | 5              | 6              | 104            | 166            | -       | -       | -       | -       | -       | -                                        | -                   |
| 2002     | 5              | 0              | 2              | 7              | 196            | 123            | 1       | 1       | 2       | 48      | 95      | Semifinale                               | Titans Romagna      |
| 2004     | 3              | 0              | 5              | 8              | 91             | 208            | -       | -       | -       | -       | -       | -                                        | -                   |
| 2005     | 0              | 0              | 6              | 6              | 31             | 164            | -       | -       | -       | -       | -       | -                                        | -                   |
| 2009     | 5              | 0              | 3              | 8              | 111            | 93             | -       | -       | -       | -       | -       | -                                        | -                   |
| 2010     | 5              | 0              | 3              | 8              | 110            | 86             | 0       | 1       | 1       | 0       | 9       | Quarti di finale                         | Daemons Martesana   |
| 2011     | 5              | 0              | 3              | 8              | 165            | 138            | 0       | 1       | 1       | 42      | 50      | Wild Card                                | Red Jackets Sarzana |
| 2013     | 0              | 0              | 8              | 8              | 47             | 197            | -       | -       | -       | -       | -       | -                                        | -                   |
| 2014     | 2              | 0              | 6              | 8              | 101            | 174            | -       | -       | -       | -       | -       | -                                        | -                   |
| 2015     | 1              | 0              | 7              | 8              | 68             | 241            | -       | -       | -       | -       | -       | -                                        | -                   |
| 2021     | 2              | 0              | 4              | 6              | 62             | 108            | -       | -       | -       | -       | -       | -                                        | -                   |
| 2022     | 0              | 0              | 6              | 6              | 33             | 179            | -       | -       | -       | -       | -       | -                                        | -                   |
| Totale   | 65             | 1              | 104            | 170            | 2561           | 3228           | 3       | 4       | 7       | 167     | 195     |                                          |                     |

Fonte: Enciclopedia del Football - A cura di Roberto Mezzetti

##### Serie C (terzo livello) Nine League/CIF9/Terza Divisione
| Stagione | regular season | regular season | regular season | regular season | regular season | regular season | playoff | playoff | playoff | playoff | playoff | playoff                  | playoff                       |
|          | Vin            | Par            | Per            | Tot            | PF             | PS             | Vin     | Per     | Tot     | PF      | PS      | risultato                | avversaria                    |
| -------- | -------------- | -------------- | -------------- | -------------- | -------------- | -------------- | ------- | ------- | ------- | ------- | ------- | ------------------------ | ----------------------------- |
| 1990     | 8              | 0              | 2              | 10             | 294            | 72             | 1       | 1       | 2       | 48      | 21      | Quarti di finale         | Cardinals Palermo             |
| 1991     | 8              | 0              | 0              | 8              | 161            | 24             | 1       | 0       | 1       | 14      | 12      | Promossi                 | Islanders Venezia             |
| 2003     | 0              | 0              | 7              | 7              | 33             | 222            | -       | -       | -       | -       | -       | -                        | -                             |
| 2006     | 5              | 0              | 1              | 6              | 101            | 34             | 1       | 1       | 2       | 42      | 17      | Ninebowl                 | Wolfz Merano                  |
| 2007     | 6              | 0              | 0              | 6              | 206            | 43             | 1       | 1       | 2       | 51      | 34      | Quarti di finale         | Titans Romagna                |
| 2012     | 3              | 0              | 3              | 6              | 106            | 99             | 1       | 1       | 2       | 50      | 52      | Quarti di conference     | Cavaliers Castelfranco Veneto |
| 2016     | 3              | 0              | 3              | 6              | 66             | 57             | 0       | 1       | 1       | 18      | 26      | Wild Card                | Gorillas Varese               |
| 2017     | 4              | 0              | 2              | 6              | 112            | 75             | 1       | 1       | 2       | 41      | 56      | Quarti di conference     | Lancieri Novara               |
| 2018     | 5              | 0              | 1              | 6              | 138            | 26             | 1       | 1       | 2       | 40      | 40      | Semifinale di conference | Ravens Imola                  |
| 2019     | 6              | 0              | 0              | 6              | 238            | 21             | 4       | 0       | 4       | 141     | 58      | Campioni                 | Briganti Napoli               |
| Totale   | 48             | 0              | 19             | 67             | 1455           | 673            | 11      | 7       | 18      | 445     | 316     |                          |                               |

Fonte: Enciclopedia del Football - A cura di Roberto Mezzetti

#### Tornei EPS

##### Winter League IAAFL
| Stagione | regular season | regular season | regular season | regular season | regular season | regular season | playoff | playoff | playoff | playoff | playoff | playoff   | playoff    |
|          | Vin            | Par            | Per            | Tot            | PF             | PS             | Vin     | Per     | Tot     | PF      | PS      | risultato | avversaria |
| -------- | -------------- | -------------- | -------------- | -------------- | -------------- | -------------- | ------- | ------- | ------- | ------- | ------- | --------- | ---------- |
| 2018     | 1              | 0              | 4              | 5              | 25             | 56             | -       | -       | -       | -       | -       | -         | -          |
| Totale   | 1              | 0              | 4              | 5              | 25             | 56             | -       | -       | -       | -       | -       |           |            |

Fonte: Enciclopedia del Football - A cura di Roberto Mezzetti

## Palmarès
- 2 Rose Bowl Italia (2015, 2017)
- 1 Silverbowl (1986)
- 1 Nine Bowl (2019)